# Campeonato de Francia de Rugby 15 1948-49

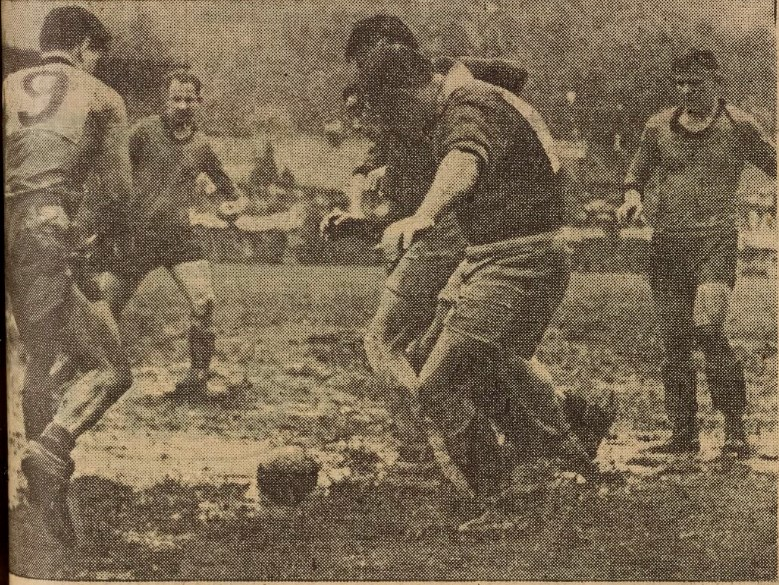
Fotografía de la final del campeonato, el 15 de mayo de 1949, en Toulouse, Francia.

El Campeonato de Francia de Rugby 15 1948-49 fue la 50.ª edición del Campeonato francés de rugby.
El campeón del torneo fue el equipo de Castres quienes obtuvieron su primer campeonato.

## Desarrollo

### Tercera Fase
| - Auch - Stadoceste - Béziers - Bègles - Limoges - Dax | - Lourdes - Montauban - Bergerac - Montferrand - Tyrosse - Pau |

| - Brive - Touloun - Soustons - Castres - Mont-de-Marsan - Valence | - Vienne - Agen - Lyon OU - Biarritz - Toulouse - Paris Université Club |

### Octavos de final
| 1949 | Castres | 21 - 6 | Limoges |  |  |

| 1949 | Toulon | 21 - 3 | Biarritz |  |  |

| 1949 | Vienne | 11 - 3 | Tyrosse |  |  |

| 1949 | Agen | 14 - 9 | Begles |  |  |

| 1949 | Mont-de-Marsan | 11 - 0 | Stadoceste |  |  |

| 1949 | Toulouse | 9 - 8 | Auch |  |  |

| 1949 | Brive | 8 - 3 | Montauban |  |  |

| 1949 | Montferrand | 16 - 8 | Lourdes |  |  |

### Cuartos de final
| 1949 | Castres | 17 - 6 | Toulon |  |  |

| 1949 | Vienne | 14 - 6 | Agen |  |  |

| 1949 | Mont-de-Marsan | 6 - 5 | Toulouse |  |  |

| 1949 | Brive | 8 - 0 | Montferrand |  |  |

### Semifinal
| 1949 | Castres | 12 - 6 | Vienne |  |  |

| 1949 | Mont-de-Marsan | 8 - 0 | Brive |  |  |

### Final
| 22 de mayo de 1949 | Castres | 14 - 3  | Mont-de-Marsan | Stade des Ponts-Jumeaux, Toulouse |  |
|                    |         | Reporte |                |                                   |  |

| Bandera de Francia |
| Campeón Castres    |
| Primer título      |